# Варсонофий I (епископ Тверской)

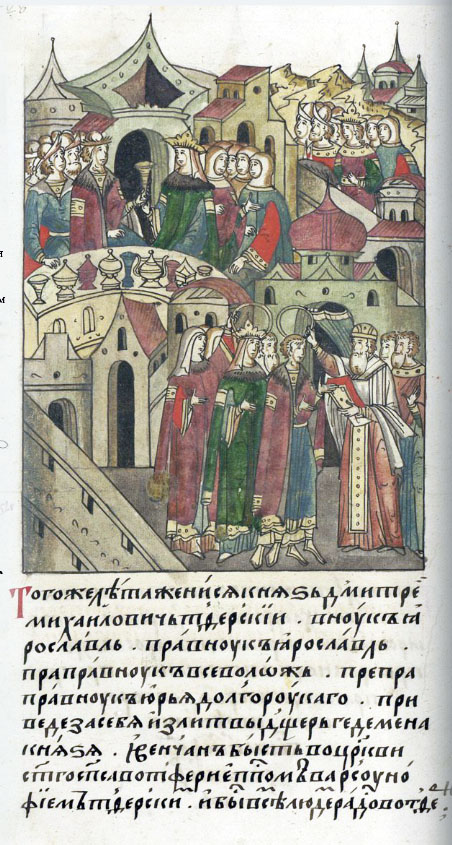
«В том же году женился князь Дмитрий Михайлович Тверской, внук Ярославов, правнук Ярославов, праправнук Всеволодов, препраправнук Юрия Долгорукого, привел за себя из Литвы дочь Гедемина князя. И венчан был в церкви святого Спаса в Твери епископом Варсонофием Тверским, и была всем людям радость в Твери»

Епископ Варсонофий I (ум. 1328/1329, Тверь) — епископ Русской православной церкви, епископ Тверской.

## Биография
Поставлен св. митрполитом Петром до 14 февраля 1317 года, после того как епископ Андрей Герденев 28 марта 1316 года оставил Тверскую кафедру.
Архиерейство Варсонофия пришлось на период острого соперничества московского и тверского правителей за ярлык на Великое княжение Владимирское. Епископ Варсонофий вместе с местными боярами высказался в пользу сражения Тверского князя с войсками великого князя Юрия Данииловича (Бортеневская битва 1317 года). Епископ благословил Михаила Ярославича на поездку в Орду, закончившуюся мученической кончиной князя.
6 сентября 1319 года вместе с княжеской семьёй Варсонофий возглавил встречу тверским клиром и горожанами тела великого князя Михаила на берегу Волги у Михайловского монастыря. Нет сомнений в том, что Варсонофий отпевал князя при погребении в его в кафедральном Спасо-Преображенском соборе. «Повесть о Михаиле Тверском», созданная вскоре после гибели великого князя в конце 1319 — начале 1320 года, подчёркивает духовную связь Михаила Ярославича с епископом Варсонофием.
В 1321 году, когда войска великого князя Юрия «ходиша… ратью ко Тфери», Варсонофий выступил как посол тверского князя св. Димитрия Михайловича Грозные Очи.
В 1325 году, будучи в Москве, Варсонофий участвовал в погребении великого князя Юрия, убитого в Орде тверским князем Димитрием.
Возможно, участвовал в хиротонии юрьевского архимандрита Моисея во архиепископа Новгородского.
В 1327 году в Твери произошло крупное антиордынское восстание. В 1328 году Тверь была разорена войсками Орды и ратью московско-суздальских князей. Видимо, епископ, как и тверские князья, бояре, духовенство, а также бо́льшая часть населения, бежал из города.
Умер в 1328 или 1329 году в Твери. Погребён в тверском Спасо-Преображенском соборе.